# パパゲーノ効果
パパゲーノ効果（パパゲーノこうか、英: Papageno Effect）とは、マスメディアが人生相談や自殺を思い留まり成功した例を挙げることで大衆の自殺を抑制する効果のことである。
名前の由来はモーツァルト作曲のオペラ『魔笛』に登場する恋に身を焦がして自殺しようとしたものの、自殺するのをやめて生きることを選んだ鳥刺しの男パパゲーノに因む。特に、厳しい環境で自殺念慮を持った個人が、その危機を乗り越える報道内容は、有意な自殺予防効果があるとされている。対極的な効果として「ウェルテル効果」がしばしば名前に挙げられる。

## 歴史

### 発見
2010年9月、オーストリア・ウィーン医科大学准教授のトーマス・ニーダークロテンターラー（Thomas Niederkrotenthaler）が同僚とともに、王立精神医学会の学術誌「英国精神医学ジャーナル」に論文を発表したのが最初だと言われている。
ニーダークロテンターラーらは、オーストリア国内の新聞報道における、逆境に立ったときの対処方法の紹介と自殺の減少に注目して、初めてこの現象に気がついたという。
後続論文
- 2012年1月4日のMedia Roles in Suicide Prevention: A Systematic Review（自殺予防におけるメディアの役割：系統的総説論文）では、バイアスがある可能性を示唆しながらも56の論文の多くでメディアの報道と自殺傾向が関連しているという考えを支持している（1990年以前の4件の研究で関連性が低い報告がなされている）。この中で、ウェルテル効果は多くの確認が取れているが、パパゲーノ効果については研究例が少ない傾向にあるとしている。パパゲーノ効果を確認した6件の研究では、マスメディアが自殺報道の品質や量に配慮を行った結果、保護効果が見られたとしている[7]。

- ニーダークロテンターラーが行った実験で、自殺願望を持っていた人がそれを乗り越えたという新聞記事を読むことで生きる気力を取り戻す傾向が見られたという研究や、深刻な自殺願望にはパパゲーノ効果は効果が薄く中程度の自殺願望に効果が高いとしている[8]。

## 対応について
Googleやツイッターでは、特定の語句が検索された場合に相談窓口を提案するようになっている。
WHOは、日本を含めたマスメディア全体に対して、『自殺報道ガイドライン』にて「相談窓口の記入」「日常生活のストレス要因または自殺念慮への対処法や支援を受ける方法について報道をすること」の勧告を行っている。
これに従い、厚生労働省が『自殺報道ガイドライン』翻訳版を発表し、「自殺のメディア報道には自殺対策サービスなどの助けを求められる施設の情報を載せるべきだ」とする、同効果に即した記述がなされている。
フリーアナウンサーの丸山裕理は、メディアによる芸能人の自殺報道で女性の自殺者が増加した件について、パパゲーノ効果に触れた上で「繰り返し報じるのではなく、何か未来に繋がるような、自殺を踏みとどまった方の話を合わせて報じる必要があったと思う」と発言している。

## ガイドライン
以下の6つのものがガイドラインとして挙げられている。
1. 支援先に関する正しい情報を提供する。
2. 自殺と自殺対策に関する正しい情報について啓発する。
3. 日常生活のストレス要因や自殺念慮への対処法、支援方法について報道する。
4. 有名人の自殺報道は特に注意する。
5. 自死遺族や友人へのインタビューは慎重に行う。
6. メディア関係者自身が自殺による影響を受ける可能性があることを認識する。